# .eg
.eg è il dominio di primo livello nazionale assegnato all'Egitto.
È amministrato dalla Egyptian Universities Network (EUN).